# طارق نجم
طارق نجم العبد لله ولد في تموز 1945 في مدينة الناصرية في محافظة ذي قار في العراق، حصل على شهادة الدكتوراة من جامعة القاهرة في اللغة العربية وعمل إستاذ في جامعة الملك عبد العزيز وفي جامعة الامارات لغاية سنة 1991، حيث انتقل إلى اليمن وعين أستاذا في جامعة صنعاء حتى عام 2001، عندما غادرها إلى لندن طالباً اللجوء السياسي فيها، ولم يحصل على الجنسية البريطانية.
وعندما تم احتلال العراق في نيسان 2003، لم يعد مباشرة ولاعند تشكيل حكومة إبراهيم الجعفري، برز نجمه عندما اختير مديراً عاماً لمكتب نوري المالكي عقب تشكيل حكومته الأولى في صيف عام 2006 بترشيح من عبد الحليم الزهيري شيخ حزب الدعوة، واتسعت صلاحياته بمرور الوقت لتجعله نظير المالكي في الوزن والمكانة.
ويكفي للتدليل على مكانته أن صحيفة التايمز اللندنية أفردت وانفردت بخبر وفاته الذي أشيع عقب تركه لمهامه ووسط الحديث عن مرضه بالسرطان، وان الحكومة تعتمت على النبأ !!.
تؤكد المصادر إن طارق نجم كان مغموراً طيلة السنوات التي سبقت الاحتلال.
وانزوى نجم في اليمن طيلة الفترة التي تصاعد فيها زخم المعارضة العراقية ضد صدام حسين ولم يعرف له نشاط سياسي أو إعلامي ضد السلطة العراقية آنذاك، وهو ما يثير التساؤلات حول الدعم الذي تلقاه للوصول إلى ما وصل إليه اليوم.
ولعل ذلك الاستغراب يتبدد قليلاً إذا ما وقفنا عند مواصفات الرجل، فهو يوصف بالهدوء والكتمان ويتميز بالانضباط والدقة في أداء وظائفه، ليس هذا فحسب وإنما يؤكد الكثيرون أن غيابه (خلال فترة الجفوة مع المالكي) كانت سبباً مباشراً وحيوياً في تراجع التعاطي الدبلوماسي الناجح والمرن للحكومة مع الآخرين، إذ كان يمسك بشؤون إدارة الدولة رغم تعقيداتها الكثيرة، وهو ما اضطر نوري المالكي لإعادته مرة أخرى لمنصبة وتلبية كل شروطه.
خلال السنوات الماضية ظل اسم طارق نجم بعيداً عن الأنظار والمتابعة والتأثير، بل مما ينقل عن سلمان الجميلي انه سأل رئيس كتلة ائتلاف دولة القانون البرلمانية الشيخ خالد العطية عن طارق نجم وما يتردد عن المهام الموكلة إليه، فكان جواب الشيخ انه لا يعرف!
ولكن نجم كانت له مواقف مفصلية كثيرة ومهمة:
منها سفره هو وجمال جعفر المعروف باسم (أبو مهدي المهندس) إلى مدينة أربيل للوساطة في مسعى لحلحلة الخلاف بين ائتلاف دولة القانون والتحالف الكردستاني وقتها.
وأشير إلى دوره خلال المباحثات مع الجانب الأميركي حول الاتفاقية الأمنية، ناهيك عن تذليل العقبات أمام تولي المالكي رئاسة الحكومة الحالية، من خلال حواراته وجولاته.
كما حظي بدعم وتشجيع السيستاني الذي أستقبله خلال مدة خروجه من إدارة مكتب المالكي، وأشيع وقتها تكليف المرجعية له بتبوء منصب كبير مستشاري التحالف الوطني بل وتولي مهام رئاسة الوزراء، وفض الإشكال الحاصل مع سنة العراق والتفاوض مع قياديهم، وتغيير الطاقم المحيط بالمالكي وتحجيم “المتشنجين” حوله كما نقل الكاتب نبراس الكاظمي، وقيل إن إيران اعترضت حينذاك على التوقيت الحساس والمتزامن مع حركة الاحتجاجات المتزايدة في المناطق الغربية السنّية والمتغيرات السريعة للأحداث في سوريا.
ويتم الحديث عن دوره في اتخاذ المالكي الكثير من القرارات المهمة والسياسية لحكومته، ومنها دوره في تأخير موازنة عام 2014 وإلقاء اللوم على البرلمان لإضعاف سلطته كما قال نواب ينتمون إلى التيار الصدري مؤخراً.